# Musée Tàpies
Le Musée Tàpiesancien nom Fondation Antoni-Tàpies  (En catalan Museu Tàpies) est un musée et un centre culturel de Barcelone. Il est essentiellement consacré à la vie et à l’œuvre du peintre catalan Antoni Tàpies.
L'établissement fut fondé par l’artiste lui-même en 1984. L’idée était de créer un centre pour l’étude et la promotion de l’art contemporain. Ce centre possède une des collections les plus complètes de Tapies, données par le peintre et par son épouse Teresa. Il compte plus de 300 œuvres de toutes les périodes artistiques et ouvrit en juin 1990.
En plus des expositions permanentes consacrées au peintre barcelonais, le musée réalise de nombreuses expositions temporaires qui couvrent tous les genres artistiques. Le projet « arts combinatoires »  mêle le musée et Internet pour tenter de créer des contenus pédagogiques, des expositions et favoriser les recherches. 
Le bâtiment est une ancienne imprimerie moderniste classée comme monument historique d’intérêt national.

## Bâtiment
Le siège se trouve dans le quartier de l’Eixample dans un bâtiment moderniste de l’architecte Lluís Domènech i Montaner. Conçu en 1879, il fut construit entre 1881 et 1885. Sa façade fut la première de l’Eixample à combiner la brique nue avec le fer forgé dans le tissu urbain. Il servit de siège aux éditions Montaner i Simón, propriété de Ramon Montaner (parent de l'architecte) i Francesc Simon, où travaillèrent entre autres les écrivains comme Pere Calders et Josep Soler Vidal.
Entre 1986 et 1990, il fut restauré par les architectes Roser Amadó et Lluís Domènech Girbau qui le transformèrent pour accueillir la fondation. Tapies réalisa  la sculpture Núvol i cadira (nuage et chaise) qui orne la façade du bâtiment et qui s’est transformé en un symbole de la fondation. En 1997, ce siège fut déclaré monument historique.
En 2010, la fondation rouvrit ses portes après deux années de travaux menés par l’architecture Iñaki Ábalos et son élève Àbalos i Sentkiewicz. L’œuvre emblématique de l’exposition d’ouverture fut la sculpture Mitjó, située sur la terrasse de la fondation, selon un ancien projet de Tapies à la suite d'une commande en 1992 de la mairie de Barcelone pour décorer la salle ovale du palais national de Montjuic, siège du MNAC.
Les souterrains de l’édifice abritent la collection particulière du peintre, composée d’œuvres de tous les genres, et de toutes origines, entre autres : Francisco de Goya, Zurbarán, Picasso, Joan Miró, Marcel Duchamp, Georges Braque, Hans Arp, Paul Klee, Max Ernst, Vassily Kandinsky, Willem de Kooning, etc. ainsi que des œuvres d’art africain, précolombien, médiévales, des pièces archéologiques et des livres divers : incunables, manuscrits, un livre en copte du XVIe siècle et une bible du XVe siècle.

## Direction
Depuis 2015, le directeur de la Fondation Antoni-Tàpies est Carlos Guerra. Le conservateur du musée est Jesús i Mònica Marull.